# Bạch biến
Bạch biến (tiếng Anh: vitiligo) là một loại bệnh do một số tế bào sắc tố trong da bị hư khiến làn da mất đi sắc tố melamin do đó làm da biến thành màu trắng hoặc nổi đốm trắng và có khi ảnh hưởng tới những vùng như lông, tóc, bên trong miệng cũng có thể bị ảnh hưởng. Trên toàn cầu khoảng 1% người bị ảnh hưởng bởi bạch biến. Một số quần thể dân cư có tỷ lệ cao đến 2–3%. Tỷ lệ mắc bệnh ở nam và nữ như nhau. Khoảng một nửa cho thấy rối loạn trước tuổi 20 và phát triển hầu hết trước 40 tuổi. Bệnh bạch biến đã được mô tả kể từ lịch sử cổ đại.. Khác với bệnh bạch tạng là bệnh giảm sắc tố di truyền, tính lặn với biểu hiện giảm sắc tố đồng đều ở da, tóc và võng mạc. Và có khi chúng có thể xuất hiện ở phần gần bụng nhưng ko ít phát triển hơn. Bệnh bạch biến ko lây qua người khác nhưng có thể di truyền từ cha mẹ.

Bàn tay của một người bị bạch biến

## Nguyên nhân
Mặc dù nhiều giả thuyết đã được đề xuất như là những yếu tố gây kích thích tiềm năng gây ra bạch biến, các nghiên cứu ngụ ý rằng những thay đổi trong hệ miễn dịch có trách nhiệm đối với tình trạng này. Bệnh bạch biến đã được đề xuất là một bệnh đa yếu tố với tính nhạy cảm về di truyền và các yếu tố môi trường cả hai đều có vai trò.
Gen TYR mã hóa tyrosinase protein, không phải là một thành phần của hệ thống miễn dịch, nhưng là một enzyme của melanocyte xúc tác sinh tổng hợp melanin, và một chất tự kháng nguyên chủ yếu trong bạch biến tổng quát. Viện Y tế Quốc gia nói rằng một số người tin rằng cháy nắng có thể gây ra hoặc làm trầm trọng thêm tình trạng này, nhưng ý tưởng này không được hỗ trợ tốt bởi bằng chứng tốt.
Bằng chứng sơ bộ cho thấy một mối liên hệ có thể có với việc ăn gluten.
Gen TYR mã hóa tyrosinase protein, không phải là một thành phần của hệ

### Miễn dịch
Các biến thể trong các gen là một phần của hệ thống miễn dịch hoặc một phần của melanocytes đều có liên quan đến bạch biến. Người ta cũng cho rằng hệ miễn dịch tấn công và tiêu diệt các tế bào melanocytes của da. Một nghiên cứu liên kết genomewide tìm thấy khoảng 36 loci nhạy cảm độc lập cho bệnh bạch biến tổng quát.

### Liên kết tự miễn dịch
Bệnh bạch cầu đôi khi liên quan đến các bệnh tự miễn dịch và các bệnh viêm như Hashimoto's thyroiditis, xơ cứng bì, viêm khớp dạng thấp, type 1 bệnh đái tháo đường, bệnh vẩy nến, Bệnh Addison, bệnh thiếu máu ác tính, rụng tóc vùng da, bệnh lupus ban đỏ, và bệnh loét dạ dày.
Trong số các sản phẩm viêm của NALP1 là  caspase 1 và caspase 7, kích hoạt cytokine interleukin-1β. Interleukin-1β và interleukin-18  được biểu hiện ở mức cao ở những bệnh nhân bị bệnh bạch biến. Trong một trong những đột biến, amino acid leucine trong protein NALP1 được thay thế bởi histidine (Leu155-> His). Protein và trình tự ban đầu được bảo tồn cao trong quá trình tiến hóa, và được tìm thấy ở người, tinh tinh, khỉ rhesus, và em bé bụi. Bệnh Addison (thường là một sự phá hủy tự miễn dịch của tuyến thượng thận) cũng có thể thấy ở những người bị bệnh bạch biến.

## Điều trị
Hiện này chưa có thuốc nào có thể trị hoàn toàn loại bệnh nay. Chỉ có một số phương pháp trị tạm thời như:
1. Sử dụng thuốc làm tăng nhạy cảm với ánh sáng.
2. Bôi corticoid làm giảm miễn dịch.
3. Phẫu thuật da.
4. Cố gắng sống thoải mái, không bị căng thẳng.

Một số kinh nghiệm dân gian như dùng củ riềng già, cắt mỏng đem phơi khô sau đó ngâm rượu để khoảng chừng 2 hoặc 3 tháng sau thì bôi lên chỗ da bị bạch biến.